# Totjka, totjka, zapjataja...
Totjka, totjka, zapjataja... (russisk: Точка, точка, запятая...) er en sovjetisk spillefilm fra 1972 af Aleksandr Mitta.

## Medvirkende
- Sergej Dantjenko som Aljosja Zjiltsov
- Mikhail Kozlovskij som Volka
- Olga Ryzjnikova som Zjenja Karetnikova
- Jurij Nikulin som Zjiltsov
- Zaza Kikvidze som Vakhtang Turmanidze